# Солович, Олег Михайлович
Олег Михайлович Солович (род. 27 сентября 1991, Евпатория, Крымская АССР) — украинский футболист, защитник клуба «Севастополь».

## Биография
Воспитывался в семье флотского офицера. В детско-юношеской футбольной лиге Украины выступал за «Севастополь-СДЮШОР-5» (2005—2008). Первый тренер — Олег Лещинский. Один раз вызывался в расположение юношеской сборной Украины до 17 лет.
На профессиональном уровне дебютировал в 2012 году в составе «Севастополя-2» во Второй лиге Украины. Позднее, выступал за дубль «Севастополя» в молодёжном первенстве, но в основном составе команды Солович так и не сыграл. В 2011 году футболист играл на правах аренды за армянский «Титан» в Первой лиге.
Летом 2012 года перешёл в рижскую «Даугаву». В чемпионате Латвии дебютировал 28 июля 2012 года в игре против команды «МЕТТА/Латвийский университет» (1:1). По окончании сезона 2012 года, в котором «Даугава» боролась за «выживание», Солович покинул рижский коллектив. После этого он играл во Второй лиге Украины за новокаховкую «Энергию», а в 2014 году на один сезон вернулся в «Даугаву». В составе команды принял участие в матче квалификации Лиги Европы против шотландского «Абердина» (0:3).
В 2015 году присоединился к севастопольскому СКЧФ, ставшему победителем Всекрымского турнира. Первую половину сезона 2015/16 отыграл на правах аренды в феодосийской «Кафе», после чего вернулся в стан севастопольской команды. 30 июня 2023 года у футболиста завершилось действие контракта, который руководство «Севастополя» решило не продлевать, так как игрок не может быть заявлен за ФК «Севастополь» в первенстве Второй лиги России «Дивизиона Б» из-за отсутствия и невозможности оформить российский футбольный паспорт. В составе клуба четыре раза становился чемпионом Премьер-лиги КФС, один раз — Кубка КФС и три раза — Суперкубка КФС.